# Jelenja jama
Jelenja jama je vodna jama v plitvem krasu Bele Krajine. Leži v bližini vasi Zastava v občini Črnomelj na vrtačasti uravnavi ob reki Lahinji. Je tipičen objekt plitvega krasa in sodi med najdaljše vodoravne jame v Beli Krajini.
Vhod v Jelenjo jamo je udorna vrtača. Potok je ustvaril pod površjem razgiban podzemski prostor dolg 216 m, po katerem teče v meandrih. Stene so močno erozijsko obdelane, opazni so večji prodni in glineni nanosi. Jama se zaključuje s sifonskim jezerom. Je tudi biospeleološko najdišče.